# Koningin Astridpark (Gent)
Het Koningin Astridpark is een park in de Belgische stad Gent. Het bevindt in de wijk Macharius en is toegankelijk via de Ferdinand Lousbergskaai (hoofdingang) en via de Ossenstraat. Het park in Engelse landschapsstijl is ongeveer een ha groot en vormt een groene oase in een dichtbevolkt stadsdeel. Via de uitgang in de Ossenstraat bereikt men direct het Rommelwaterpark.
Het stadspark is in feite een samenvoeging van twee grote stadstuinen, namelijk het domein rond Villa De Groote, oorspronkelijk een buitenhuis uit 1793, en de eigendom van Louis Piers de Raveschoot. De plaats dankt haar naam aan de in 1935 overleden Belgische koningin Astrid. Na haar dood kwamen in verschillende Belgische provinciehoofdsteden Koningin Astridparken voor kinderen. Het park in Gent werd opengesteld voor het publiek in 1949.
Centraal in het park bevinden zich een vijver en een duiventil. Enkele monumentale bomen, een speeltuintje, een bronzen beeld dat de voormalige koningin voorstelt en kronkelende wandelpaden bepalen verder het uitzicht. In 1990 werden het park en de bijbehorende gebouwen beschermd als stadsgezicht. 